# Julien Berger
Julien Berger (Bruxelles, 10 gennaio 1990) è un rugbista a 15 belga, professionista in Francia, e internazionale per il suo Paese dal 2010.

## Biografia
Cresciuto nel Kituro RC di Bruxelles, Berger poté andare a perfezionarsi tecnicamente in Francia grazie a un accordo di collaborazione sportiva tra il suo club di origine e lo Stade rochelais, società professionistica della Rochelle.
Dopo un anno di formazione esordì in seconda divisione nel 2009, e da allora Berger è rimasto titolare, fino a firmare il suo primo contratto professionistico con il club nel 2012-13, secondo belga nella storia del rugby del suo Paese dopo Vincent Debaty, il quale tuttavia rappresenta la Francia.
In Nazionale belga esordì nel corso del campionato europeo 2008-10 e da allora ha preso parte a tutte le edizioni del torneo disputate a tutto il 2014.